# Ricompense al valor militare
Le ricompense al valor militare sono pubblici attestati dello Stato italiano che hanno la finalità di segnalare come degni di pubblico onore gli autori di atti di eroismo militare, anche compiuti in tempo di pace, purché l'impresa sia strettamente connessa alle finalità per le quali le forze militari dello Stato sono costituite, qualunque sia la condizione e la qualità dell'autore.

## Descrizione
Regolamentate con regio decreto 4 novembre 1932, n. 1423 Nuove disposizioni per la concessione delle medaglie e della croce di guerra al valor militare, e successive modificazioni, agli articoli 1 e 3 troviamo la definizione basilare e gli ambiti di applicazione primari per la concessione di questa particolare onorificenza. Infatti l'articolo 1 recita:
Mentre all'articolo 3 si stabilisce che:
La concessione di dette decorazioni può aver luogo tuttavia solo quando l'atto compiuto sia tale che possa costituire, sotto ogni aspetto, un esempio degno di essere imitato.»
A partire dalla istituzione del riconoscimento il medagliere è il seguente:
- Medaglia d'oro al valor militare
- Medaglia d'argento al valor militare
- Medaglia di bronzo al valor militare
- Croce di guerra al valor militare

Le proposte, salvi i casi eccezionali previsti in tempo di guerra, sono vagliate da una commissione militare, costituita appositamente.
Le ricompense sono destinate ad appartenenti alle forze armate (singoli militari o interi reparti non inferiori alle compagnie o ai comandi), agli ex combattenti del Regio Esercito, delle formazioni partigiane, ai comuni, alle province, alle regioni ed ai singoli cittadini.
Il conferimento avviene per decreto del presidente della Repubblica, su proposta del Ministro della difesa.

## Storia
Le ricompense al valore traggono origine dall'ordine dei decorati al valor militare istituito da Vittorio Amedeo III il 21 maggio 1793.
Caduto in disuso durante il periodo della dominazione napoleonica, venne riproposto il 1º aprile 1815 da Vittorio Emanuele I. Lo stesso sovrano ne abrogò l'istituzione pochi mesi dopo, il 4 agosto 1815, sostituendo le medaglie al valore con l'ordine militare di Savoia (oggi d'Italia).
Nel 1833, Carlo Alberto riconosciuto che i titoli richiesti per la concessione dell'Ordine militare erano troppo severi, ristabiliva la possibilità di concedere medaglie al valore (oro ed argento) in premio a generosi atti compiuti in guerra e in pace da militari.
Con regio decreto 25 maggio 1915, n. 753 venne stabilito il numero massimo conferibile di tre medaglie d'oro o d'argento al valor militare. Per le ulteriori azioni di valore era previsto l'avanzamento di grado. Questa limitazione venne abolita con regio decreto 15 giugno 1922, n. 975.

### Il medagliere della R.S.I.

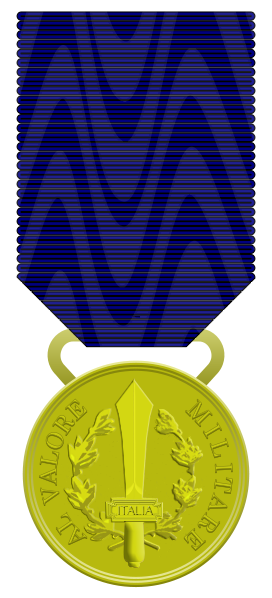
Medaglia d'oro Repubblica Sociale Italiana, 1943-45

Durante la seconda guerra mondiale successivamente all'armistizio stipulato tra il governo italiano e forze angloamericane nel settembre 1943 la neocostituita Repubblica Sociale Italiana, schieratasi con i tedeschi, adottò nell'arco temporale 1943-1945 il medesimo medagliere governativo, in tutto uguale a quello vigente all'epoca ad eccezione delle insegne regie sostituite con simbologie fasciste (il gladio per le medaglie e l'aquila imperiale per la Croce di guerra). A seguito della sconfitta del nazifascismo in Italia nel maggio 1945 il medagliere della R.S.I. non è stato riconosciuto né dal Regno d'Italia né della Repubblica Italiana, in quanto ad essi contrapposto.

## Tipologie
Le decorazioni al valor militare erano e sono suddivise nelle seguenti classi:
| Regno di Sardegna Regio Viglietto del 26 marzo 1833 menzionato sulla Gazzetta Piemontese n. 76 del 27 giugno 1833 |                                      |  |  |
| Medaglia d'oro al valor militare                                                                                  | Medaglia d'argento al valor militare |  |  |

| Regno di Sardegna Regio Viglietto del? 1848 pubblicato sulla Gazzetta Piemontese n. ? del? 1848 |                                      |                                      |  |
| Medaglia d'oro al valor militare                                                                | Medaglia d'argento al valor militare | Menzione onorevole al valor militare |  |

La legge 31 dicembre 1848, n. 863 (pubblicato sulla Gazzetta Piemontese n. ? del 1849) istituì il soprassoldo per le Medaglie d'oro e d'argento al valor militare.
| Regno d'Italia Regio decreto 8 dicembre 1887, n. 5100 pubblicato sulla Gazzetta Ufficiale del Regno d'Italia n. 298 del 20 dicembre 1887 |                                      |                                      |  |
| Medaglia d'oro al valor militare | Medaglia d'argento al valor militare | Medaglia di bronzo al valor militare |  |

Il regio decreto 8 dicembre 1887, n. 5100 (pubblicato sulla Gazzetta Ufficiale del Regno d'Italia n. 298 del 20 dicembre 1887) convertì tutte le Menzioni onorevoli al valor militare concesse tra il 1848 e il 1887 in Medaglie di bronzo al valor militare. Fu introdotto, inoltre, per le Medaglie di bronzo al valor militare, il limite al massimo di tre conferimenti e la portabilità di una sola medaglia/nastrino, il secondo e terzo conferimento venivano evidenziati con una o due fascette di bronzo, sul nastro del primo conferimento, su cui era incisa la data dell'azione alla quale si riferiva la nuova ricompensa ottenuta.
Il regio decreto 28 dicembre 1902, n. 563 (pubblicato sulla Gazzetta Ufficiale del Regno d'Italia n. 24 del 30 gennaio 1903) abolì per la Medaglia di bronzo al valor militare il limite dei conferimenti e della portabilità delle medaglie/nastrini.
Il regio decreto 25 maggio 1915, n. 753 (pubblicato sulla Gazzetta Ufficiale del Regno d'Italia n. 139 del 2 giugno 1915) introdusse per le Medaglie d'oro e d'argento al valor militare un limite massimo di tre conferimenti complessivi e la portabilità di al massimo tre medaglie/nastrini.
Il regio decreto 1º luglio 1915, n. 1072 (pubblicato sulla Gazzetta Ufficiale del Regno d'Italia n. 178 del 17 luglio 1915) stabilì la concessione anche sul campo delle Medaglie d'argento e di bronzo al valor militare.
La legge 13 gennaio 1918, n. 17 (pubblicato sulla Gazzetta Ufficiale del Regno d'Italia n. ? del? 1918) istituì il soprassoldo anche per la Medaglia di bronzo al valor militare.
Il regio decreto 16 dicembre 1918, n. 2028 (pubblicato sulla Gazzetta Ufficiale del Regno d'Italia n. 17 del 21 gennaio 1919) decretò che le Medaglie d'argento e di bronzo al valor militare postessero essere concesse sul campo anche dal Governatore di Tripolitania.
| Regno d'Italia regio decreto 7 gennaio 1922, n. 195 pubblicato sulla Gazzetta Ufficiale del Regno d'Italia n. 55 del 7 marzo 1922 |                                      |                                      |                                                                                          |
| Medaglia d'oro al valor militare                                                                                                  | Medaglia d'argento al valor militare | Medaglia di bronzo al valor militare | Croce al Merito di Guerra per atti specifici di valore Croce di guerra al valor militare |

Il regio decreto 19 gennaio 1922, n. 295 (pubblicato sulla Gazzetta Ufficiale del Regno d'Italia n. 71 del 25 marzo 1922) introdusse nuovamente la limitazione per le Medaglie d'oro e d'argento al valor militare complessivamente ad un massimo di tre conferimenti e la portabilità di tre medaglie/nastrini, per un'ulteriore quarta concessione Medaglie d'oro o d'argento al valor militare si concedeva una Medaglia di bronzo caricata di una croce di bronzo ridotta sul nastrino.
Il regio decreto 15 giugno 1922, n. 975 (pubblicato sulla Gazzetta Ufficiale del Regno d'Italia n. 176 del 27 luglio 1922), abolì di nuovo le limitazioni alle Medaglie d'oro e d'argento al valor militare, prevedendo che potessero esserci illimitati conferimenti e la portabilità di illimitate medaglie/nastrini.
Il regio decreto 18 marzo 1923, n. 575 (pubblicato sulla Gazzetta Ufficiale del Regno d'Italia n. 75 del 30 marzo 1923) estese le normative sul Valor Militare alle nuove Province del Regno.
Il regio decreto 2 luglio 1925, n. 1215 (pubblicato sulla Gazzetta Ufficiale del Regno d'Italia n. 171 del 25 luglio 1925) estese le normative sul Valor Militare alla Regia Aeronautica Militare.
Il regio decreto 4 novembre 1932, n. 1423 (pubblicato sulla Gazzetta Ufficiale del Regno d'Italia n. 261 del 12 novembre 1932) precisò le nuove disposizioni per la concessione delle medaglie e della croce di guerra al Valor Militare.
Il regio decreto legge 21 gennaio 1935, n. 116 (pubblicato sulla Gazzetta Ufficiale del Regno d'Italia n. 54 del 5 marzo 1935) precisò i termini di Valor Militare.
Il decreto legislativo luogotenenziale 21 agosto 1945, n. 535 (pubblicato sulla Gazzetta Ufficiale del Regno d'Italia n. 112 del 18 settembre 1945) revocò delle concessioni di medaglie al valore che non si riferiscano ad atti di valore compiuti in guerra in favore degli appartenenti alla disciolta Milizia Volontaria Sicurezza Nazionale e sue specialità, nonché alle disciolte milizie speciali. Inoltre, furono revocate le concessioni di decorazioni disposte in favore delle predette categorie (Corpo Truppe Volontarie) in dipendenza di atti compiuti nella guerra civile spagnola (luglio 1936 - aprile 1939).
La legge 6 marzo 1953 n. 178 (pubblicata sulla Gazzetta Ufficiale della Repubblica Italiana n. 81 dell'8 aprile 1953) modifica il precedente decreto legislativo luogotenenziale riguardo alle medaglie al valore che non si riferiscano ad atti di valore compiuti in guerra da appartenenti alla M.V.S.N., riconcedendole sempreché possano escludersi dalla concessione natura e finalità politiche.
| Regno d'Italia regio decreto 17 ottobre 1941, n. 1480 pubblicato sulla Gazzetta Ufficiale del Regno d'Italia n. 10 del 14 gennaio 1942 |                                      |                                      |                                   |
| Medaglia d'oro al valor militare | Medaglia d'argento al valor militare | Medaglia di bronzo al valor militare | Croce di guerra al valor militare |

| Regno d'Italia regio decreto 10 maggio 1943, n. 629 pubblicato sulla Gazzetta Ufficiale del Regno d'Italia n. 165 del 19 luglio 1943 |                                      |                                      |                         |
| Medaglia d'oro al valor militare | Medaglia d'argento al valor militare | Medaglia di bronzo al valor militare | Croce al valor militare |

| Repubblica Italiana decreto del Presidente della Repubblica 8 settembre 1949, n. 773 pubblicato sulla Gazzetta Ufficiale della Repubblica Italiana n. 251 del 31 ottobre 1949 con correzione sulla Gazzetta Ufficiale della Repubblica Italiana n. 255 del 7 novembre 1949 |                                      |                                      |                         |
| Medaglia d'oro al valor militare | Medaglia d'argento al valor militare | Medaglia di bronzo al valor militare | Croce al valor militare |

## Soprassoldo
Per le medaglie di oro, argento e bronzo al valor militare è previsto un soprassoldo, che fu modificato in assegno con la Legge n° 212 del 05.03.1961 (pubblicata sulla GURI n° 91 del 12.04.1961); la stessa Legge estese l’assegno anche alla croce al valor militare.